# 肘岡拓朗
肘岡 拓朗（ひじおか たくろう、1977年11月18日 - ）は、日本の俳優、声優。鹿児島県出身。アキラスタジオ所属。

## 人物
俳優・声優だけでなく、舞台監督や小道具作成なども担当したりしている。

## 出演
太字はメインキャラクター。

### テレビアニメ
2017年
- 恐竜少女ガウ子（イケメン）

### Webアニメ
2019年
- 恐竜少女ガウ子（R3先生、モグラパパ、お爺さん、犬）

### ゲーム
2016年
- 神航のホライゾン（グリモ）

### 吹き替え
2020年
- リトルパイレーツ（モーセス）

2022年
- イーダと動物たちの魔法学園（モーティマー・モリソン）

### 映画
- 「銀の鈴」（2008年）竹原役

### 舞台
- 戦場のボレロ（2004年・2005年9月）
- 進め!ウルトラ整備隊（2008年9月、新生館シアター）
- ひみつのアッコちゃん（2010年2月、ザムザ阿佐ヶ谷）
- 夢奇房　ルーフボーイ（2014年3月）
- 恐竜少女ガウ子　最終回!（2014年3月、ワーサルシアター）
- 夢奇房　虹の独唱歌（2015年2月）

### 朗読
- 怪談「怪し会～弐～」（2009年9月）
- Atrain　浅田次郎「角筈にて」（2010年5月）
- 怪談「怪し会～参～」（2010年8月）
- Atrain2nd　ラブレター（2010年11月）
- 怪談「怪し会～肆～」（2011年9月）
- 「ガウ子伝説」（2012年7月）
- 怪談「怪し会～伍～」（2012年8月）
- 怪談「怪し会～陸～」（2013年8月）
- 怪談「怪し会～陸～」（2013年8月）
- 怪談「怪し会～茜～」（2013年11月）
- 怪談「怪し会～漆～」（2014年8月）
- 怪談「怪し会～八雲～」（2015年8月・9月）
- 怪談「怪し会～黒～」（2016年7月）
- 怪談「怪し会～八雲～2016」（2016年10月）
- 怪談「怪し会～八雲～2017」（2017年9月）
- 怪談「怪し会～拾～」（2018年3月・4月）
- 「酒林堂八雲」（2018年9月）
- 「酒林堂八雲2019」（2019年9月）

### Web配信番組
- 酒林堂CHANNEL（Youtube）